# Henry – en massmördare
Henry – en massmördare (originaltitel: Henry: Portrait of a Serial Killer) är en amerikansk biografisk film från 1986 i regi av John McNaughton, som är baserad på den verklige seriemördaren Henry Lee Lucas. Filmen hade amerikansk biopremiär först 1990, samt svensk premiär 1992.

## Handling
Henry har precis släppts ut från fängelset. Han flyttar in hos sin kompis Otis och dennes syster Becky. På ytan är Henry och Otis två helt vanliga kompisar som gillar att dricka öl och titta på TV tillsammans.
Bakom fasaden döljer sig dock två psykopatiska seriemördare.

## Om filmen
Det är en lågbudgetfilm som kostade 111 000 amerikanska dollar att göra, men trots det innehåller filmen väldigt mycket naket våld och är en väldigt realistisk film.

## Faktafel
- Henry och Otis är baserade på det verkliga seriemördarparet Henry Lee Lucas och Ottis Toole. I filmproduktionen stavas dock Ottis Tooles förnamn endast med ett t: Otis.

- I en scen i filmen så dödar Henry Otis, men detta finns det dock ingen sanning i gällande det verkliga seriemördarparet. Ottis Toole levde fortfarande då filmen gjordes år 1986, och han dog av en leversjukdom i sin fängelsecell år 1996.

## Rollista (urval)
- Michael Rooker – Henry
- Tom Towles – Otis
- Tracy Arnold – Becky